# تونس في الألعاب الأولمبية الصيفية 2012
شاركت تونس في دورة الألعاب الأولمبية الصيفية في لندن في سنة 2012 في المملكة المتحدة من 27 يوليو إلى 12 أغسطس 2012.

و هذا هو الظهور رقم 13 لتونس في دورة الألعاب الأولمبية الصيفية وتمكن من التأهل 83 رياضيا في 17 رياضة وهو رقم قياسي في تاريخ المشاركات التونسية في الألعاب الأولمبية إضافة إلى أنها المرة الأولى التي يتأهل فيها ثلاث فرق رياضة وهي كرة اليد وكرة السلة والكرة الطائرة.

## أصحاب الميداليات
| الميدالية | اسم           | الرياضة     | الحدث              | موعد     |
| --------- | ------------- | ----------- | ------------------ | -------- |
| برونزية   | أسامة الملولي | السباحة     | 1500 متر سباحة حرة | 4 أغسطس  |
| ذهبية     | حبيبة الغريبي | ألعاب القوى | 3000 متر موانع     | 6 اغسطس  |
| ذهبية     | أسامة الملولي | السباحة     | 10 كم ماراثون      | 10 اغسطس |

في 24 مارس 2016، قامت محكمة التحكيم الرياضية بالموافقة على طلبات الاتحاد الدولي لألعاب القوى ضد وكالة مكافحة المنشطات الروسية (RUSADA)، وقررت تجريد العداءة يوليا زاربوفا من ميداليتها الذهبية في الألعاب الأولمبية 2012، وبذلك أصبحت حبيبة الغريبي صاحبة الميدالية الذهبية في الألعاب الأولمبية الصيفية 2012 وهي أيضا أول بطلة أولمبية تونسية.

## ألعاب القوى
في رياضة ألعاب القوى يشارك من تونس 5 رياضيين:
- 20 كم مشي رجال: حسنين السباعي حيث كان أفضل أداء 1س 20دق 18ث.
- 3000 متر موانع نساء: حبيبة الغريبي حيث كان أفضل أداء 9دق 11ث.  ذهبية
- ماراثون سيدات: أميرة بن عمر.
- ماراثون رجال: وسام حسني.
- 3000 متر موانع رجال: عمر بن يحيى.

## التجديف
تأهل من تونس 2 مجذفين وهم:
- تجديف رجال: أيمن الماجري.
- تجديف نساء: رشا سولا.

## كرة السلة
تأهل منتخب تونس لكرة السلة للرجال وسيلعب عدة مبارايات وهي:

التصفيات التمهيدية:
- تونس 56 - 60  نيجيريا وهذا يوم الأحد 29 يوليو 2012.

الدور التمهيدي:
- تونس 63 - 110  الولايات المتحدة وهذا يوم الثلاثاء 31 يوليو 2012.
- تونس 69 - 92  الأرجنتين وهذا يوم الخميس 2 أغسطس 2012.
- تونس 69 - 73  فرنسا وهذا يوم السبت 4 أغسطس 2012.
- تونس 63 - 76  ليتوانيا وهذا يوم الإثنين 6 أغسطس 2012.

لم تتأهل تونس لدور ربع النهائي لأنها خسرت في جميع مبارياتها.

## الملاكمة
تأهل من تونس 5 ملاكمين وهم:
- وزن خفيف رجال 60- كغ: أحمد الماجري.
- خارج الوزن الخفيف رجال 64- كغ: عبد الرزاق هوية.
- الوزن الثقيل رجال 81- كغ: يحي المكشاري.
- وزن الذبابة نساء 51- كغ: مروى رحولي.
- وزن خفيف نساء 60- كغ: ريم جويني.

## كانو-كاياك
تأهلت تونس بقارب واحد لثلاثة لاعبين وهم:
- كاياك 1 - 1000 متر رجال: محمد علي مرابط.
- كانو 1 - 200 متر رجال: خالد حسين.
- كاياك 1 - 500 متر نساء: عفاف بن إسماعيل.

## مبارزة سيف الشيش
تأهل 6 لاعبون في رياضة مبارزة سيف الشيش منهم 2 رجال و4 نساء وقد قامت النساء بمعسكر تدريبي قبل أولمبياد لندن 2012 في مدينة فيشي الفرنسية وهم:
- فردي رجال ""سيف الشيش"": محمد صمندي.
- فردي رجال ""السيف العربي"": هشام صمندي.
- فردي نساء ""سيف المبارزة"": سارة بسباس.
- فردي نساء ""سيف الشيش"": إيناس بوبكري.
- فردي نساء ""السيف العربي"": عزة بسباس.
- فردي نساء ""السيف العربي"": أميرة بن شعبان.

## الجمباز الفني
في رياضة الجمباز الفني تأهل من تونس لاعب وأحد وهو:
- فردي رجال: وجدي بوعلاق.

## رفع الأثقال
في رياضة رفع الأثقال تأعل من تونس لاعبان وهما امرأة ورجل وهم:
- أقل من 56 كغ رجال: خليل الماوي حل في المرتبة الثانية وكان سيأخذ الميدالية الفضية لكن لخلل في الكتابة قام به الطاقم التونسي استبعد من المسابقة.
- أقل من 69 كغ نساء: غادة حسين.

## كرة اليد
تأهل منتخب تونس لكرة اليد للرجال ولعب عدة مبارايات وهي:

التصفيات التمهيدية:
- تونس 21 - 28  السويد وهذا يوم الأحد 29 يوليو 2012.
- تونس 22 - 32  آيسلندا وهذا يوم الثلاثاء 31 يوليو 2012.
- تونس 19 - 25  فرنسا وهذا يوم الخميس 2 أغسطس 2012.
- تونس 34 - 17  المملكة المتحدة وهذا يوم السبت 4 أغسطس 2012.
- تونس 25 - 23  الأرجنتين وهذا يوم الإثنين 6 أغسطس 2012.

ربع النهائي:
- تونس 23 - 25  كرواتيا وهذا يوم الإثنين 8 أغسطس 2012.

لم تتأهل تونس لدور نصف النهائي لأنها خسرت ضد كرواتيا في ربع النهائي بعد أن قدمت مباراة تاريخية ضدها.

## الجودو
في رياضة جودو تأهل من تونس 4 لاعبين وهم:
- أكثر من 100 كغ رجال: فيصل جاب الله.
- أقل من 70 كغ نساء: هدى ميلاد.
- أقل من 78 كغ نساء: هناء مرغني.
- أكثر من 78 كغ نساء: نهال شيخ روحو.

## المصارعة
تأهل من تونس 8 لاعبين في مجال المصارعة وهم:
- مصارعة حرة 66 كغ رجال: هيثم بلعايش.
- مصارعة حرة 74 كغ رجال: بلال الوشتاتي.
- مصارعة رومانية 74 كغ رجال: زياد أية الكرم.
- مصارعة رومانية 84 كغ رجال: هيكل عاشوري.
- مصارعة رومانية 96 كغ رجال: حسين عياري.
- مصارعة رومانية 120 كغ رجال: رضوان شابي.
- مصارعة نساء 48 كغ: مروى مزياني.
- مصارعة نساء 55 كغ: مروى عمري.

## السباحة
في رياضة السباحة تأهل من تونس 4 سباحين وهم:
- أسامة الملولي وهو بطل العالم في السباحة وصاحب الميدالية الذهبية في أولمبياد بكين 2008.
- أحمد المثلوثي.
- تقي مرابط.
- سارة لجنف.

## التايكوندو
في رياضة التايكوندو تأهل من تونس لاعب واحد وهو:
- خولة بن حمزة.

## كرة المضرب
في رياضة كرة المضرب تأهل من تونس لاعبان وهما:
- فردي رجال: مالك الجزيري.
- فردي سيدات: أنس جابر صاحبة لقب بطولة رولان غاروس الفرنسية للشابات.

## الرماية
في رياضة الرماية تأهلت من تونس لاعبة واحدة وهي:
- مسدس هواء مضغوط 10 أمتار سيدات: نورة نصري.

## قوارب شراعية
في رياضة القوارب الشراعية تأهل من تونس لاعب واحد وهو:
- يوسف العكروت.

## كرة الطائرة
تأهل منتخب تونس لكرة الطائرة للرجال وسيلعب عدة مبارايات وهي:

الدور التمهيدي:
- تونس 0 - 3  البرازيل وهذا يوم الأحد 29 يوليو 2012.
- تونس 1 - 3  صربيا وهذا يوم الثلاثاء 31 يوليو 2012.
- تونس 0 - 3  روسيا وهذا يوم الخميس 2 أغسطس 2012.
- تونس 0 - 3  ألمانيا وهذا يوم السبت 4 أغسطس 2012.
- تونس 0 - 3  الولايات المتحدة وهذا يوم الإثنين 6 أغسطس 2012.

لم تتأهل تونس لدور ربع النهائي لأنها خسرت في جميع مبارياتها.

## مقالات ذات صلة
- تونس في الألعاب البارالمبية الصيفية 2008
- الوطن العربي في الألعاب الأولمبية الصيفية 2012
- تونس في الألعاب الأولمبية

## وصلات خارجية
- الموقع الرسمي اللجنة الوطنية الأولمبية التونسية.
- تونس في الموقع الرسمي لجنة الأولمبية الدولية.